# Zhang Yiming
Zhang Yiming (cinese: 張一鳴 / 张一鸣; Fujian, 1º aprile 1983) è un imprenditore e ingegnere cinese.
Ha fondato ByteDance nel 2012, ha sviluppato l'aggregatore di notizie Toutiao e la piattaforma di condivisione video Douyin (conosciuta a livello internazionale come TikTok). Zhang è una delle persone più ricche del mondo, con un patrimonio netto stimato, secondo Forbes, di 45,6 miliardi di dollari a ottobre 2024 e di 43,1 miliardi di dollari secondo il Bloomberg Billionaires Index.
Il 4 novembre 2021, Zhang si è dimesso dalla carica di CEO di ByteDance, completando un passaggio di consegne annunciato nel maggio 2021. Secondo Reuters, Zhang mantiene oltre il 50% dei diritti di voto di ByteDance. L'impennata della popolarità globale di TikTok ha reso nel 2024 Zhang l'uomo più ricco della Cina.

## Biografia
Zhang è nato il 1º aprile 1983 nel Fujian, in Cina. I suoi genitori erano dipendenti pubblici e lui era figlio unico.  Nel 2001 si è iscritto all'Università Nankai di Tianjin, dove si è laureato nel 2005 in ingegneria informatica. All'università ha incontrato sua moglie.
Nel febbraio 2006, Zhang è diventato il quinto dipendente e il primo ingegnere del sito web di viaggi Kuxun. Un anno dopo è stato promosso a direttore tecnico. 
Nel 2008, Zhang ha lasciato Kuxun per lavorare per Microsoft, ma si è sentito soffocato dalle regole aziendali. Ha presto lasciato Microsoft per unirsi alla startup Fanfou, che alla fine è fallita.  Nel 2009, quando Expedia stava per acquisire Kuxun, Zhang ha rilevato l'attività di ricerca immobiliare di Kuxun e ha avviato 99fang.com (九九 房), la sua prima società.  Ha lasciato l'attività tre anni più tardi dopo aver notato nel 2011 la migrazione degli utenti dai computer agli smartphone. Nel 2012 ha avviato ByteDance.

### ByteDance
L'idea di Zhang era quella di inviare agli utenti cinesi di smartphone informazioni e contenuti pertinenti, che invece trovavano con difficoltà nelle app mobili allora disponibili, utilizzando le raccomandazioni generate dall'intelligenza artificiale. Questa idea non è stata condivisa dalla maggior parte dei responsabili delle società di venture capital con il risultato che Zhang non è riuscito a ottenere finanziamenti fino a quando Susquehanna International Group non ha accettato di investire nella startup. Nell'agosto 2012, ByteDance ha lanciato l'app di notizie Toutiao e nel giro di due anni ha attirato più di 13 milioni di utenti giornalieri. Sequoia Capital, che inizialmente aveva rifiutato la proposta di Zhang, fece marcia indietro nel 2014 con un investimento di 100 milioni di dollari nella società.
Zhang si è concentrato sull'espansione di ByteDance a livello globale, al contrario di quanto facevano invece gli altri informatici cinesi che pensavano più alla crescita interna delle loro aziende. Zhang volle che l'app per la produttività sul posto di lavoro Lark di ByteDance guardasse ai mercati americano, europeo e giapponese, piuttosto che limitare l'attenzione alla Cina. Lo stile di gestione di Zhang con ByteDance è stato modellato su aziende tecnologiche statunitensi come Google; includeva riunioni bimestrali nelle varie città e scoraggiava i dipendenti dal chiamarlo "capo" o "CEO", come è invece la convenzione cinese.

### TikTok
Nel settembre 2015, ByteDance ha lanciato la sua app di condivisione video TikTok (nota come Douyin in Cina) con poco clamore. Il prodotto è stato invece un successo immediato tra i millennial ed è diventato popolare in tutto il mondo. Un anno dopo ByteDance ha acquistato Musical.ly per 800 milioni di dollari e l'ha integrata in TikTok.
Nel 2018, la National Radio and Television Administration ha chiuso la prima app di ByteDance, Neihan Duanzi. In risposta, Zhang si è scusato, scrivendo che l'app era "incommensurabile con i valori fondamentali socialisti" e aveva un'implementazione "debole" del pensiero di Xi Jinping; ha anche promesso che ByteDance avrebbe "approfondito ulteriormente la cooperazione" con il Partito Comunista Cinese al potere per promuovere meglio le sue politiche.
Dalla fine del 2018, con oltre un miliardo di utenti mensili attraverso le sue app mobili, ByteDance è stata valutata a 75 miliardi di dollari e ha superato Uber come startup privata di maggior valore al mondo.
Nel settembre 2020, il Dipartimento di Giustizia degli Stati Uniti ha definito Zhang un "portavoce" del Partito Comunista Cinese.
Nel maggio 2021, Zhang ha deciso di dimettersi dalla carica di CEO nominando Liang Rubo come successore.
Nel maggio 2023, il New York Times ha riportato la notizia che un ex dipendente ha accusato Zhang in una causa per aver facilitato tangenti al politico Lu Wei.